# Flemming på kostskole
Flemming på kostskole er en dansk film fra 1961.
- Manuskript og instruktion Niels-Jørgen Kaiser efter en roman af Gunnar Jørgensen.

Blandt de voksne medvirkende kan nævnes:
- Gunnar Lauring
- Astrid Villaume
- Ghita Nørby
- Louis Miehe-Renard
- Søren Elung Jensen
- Asbjørn Andersen
- Elith Foss
- Pouel Kern
- Karl Stegger
- Bodil Udsen